# Zdenko Kobešćak
Zdenko Kobešćak (* 3. Dezember 1943 in Zagreb, Unabhängiger Staat Kroatien) ist ein ehemaliger jugoslawischer Fußballspieler auf der Position eines Mittelfeldspielers. Außerdem war er kurze Zeit Trainer des kroatischen Traditionsklubs Dinamo Zagreb.

## Karriere
Kobešćak spielte schon als Kind Fußball auf einer Wiese unweit seines Elternhauses. Im Alter von 14 Jahren kam er zu Dinamo Zagreb, wo er anfangs in den Jugendmannschaften zum Einsatz kam. Seine Karriere als Profifußballspieler bei Dinamo Zagreb begann er im Jahre 1962. Nach 86 Einsätzen, 16 Toren, sowie großen Erfolgen verließ er im Jahre 1967 Dinamo, um nach Slowenien zum NK Maribor zu wechseln. Bei den Slowenen lief er in 74 Spielen auf und erzielte dabei sieben Treffer. Im Jahre 1970 verließ er den Verein, um nur ein Jahr später im Jahre 1971 nach Frankreich zu Stade Rennes zu transferieren. Beim französischen Traditionsklub aus der Bretagne weilte er nicht lange, indem er 1972 abermals den Verein wechselte und einen Vertrag bei ÉDS Montluçon unterzeichnete.

### International
Kobešćak kam von 1963 bis 1964 zu zwei Einsätzen für die Jugoslawische Fußballnationalmannschaft, erzielte dabei aber kein Tor. Sein Debüt im Nationalteam gab er am 27. Oktober 1963 in Bukarest im Spiel gegen die Fußballnationalmannschaft aus Rumänien, das die Rumänen nur knapp mit 2:1 für sich entscheiden konnten. Kobešćaks zweiter Einsatz war am 22. November 1964 in Belgrad beim 1:1-Remis gegen die Nationalmannschaft der UdSSR.

## Trainerstationen
Im Jahre 1985 übernahm Kobešćak die Trainerposition seines ehemaligen Vereins Dinamo Zagreb, die er aber im Jahre 1986 an Miroslav Blažević abgab.

## Erfolge
- Jugoslawischer Cup-Sieger mit Dinamo Zagreb: 1963, 1965
- Messestädte-Pokal-Sieger mit Dinamo Zagreb: 1967
- Messestädte-Pokal-Zweiter mit Dinamo Zagreb: 1963
- Jugoslawischer Vizemeister mit Dinamo Zagreb: 1963, 1966
- Jugoslawischer Cup-Zweiter mit Dinamo Zagreb: 1964, 1966